# Rhodamnia rubescens
Rhodamnia rubescens, corteza fibrosa de matorral, trementina de cepillo, palo mazo pardo) ("scrub stringybark", "brush turpentine", "brown malletwood") es un árbol del bosque lluvioso del este de Australia. Se le identifica por una característica corteza fibrosa y sus hojas con tres venas, crece en una variedad de bosques húmedos desde la región de Batemans Bay (35° S) en el sureste de Nueva Gales del Sur hasta Gympie (27° S) en el sureste de Queensland. No se le ve en los bosques frescos donde las heladas son frecuentes.

## Descripción
Este árbol pequeño o mediano puede lograr una altura de hasta 25m y un diámetro en el tronco de 75 cm. Produce una corteza que es café rojiza, quebradiza, escamosa "fibrosa", similar a la de la trementina australiana. Su base es acanalada, estriada o algo ensanchada en la base.
Las hojas son simples, no dentadas, opuestas en el tallo, puntiagudas, de forma elíptica, y alrededor de 5 a 10 cm de largo. Tienen claramente tres venas con la nervadura visible en ambos lados, vellosas en el envés y tienen un color grisáceo. Los puntitos aceitosos son transparentes y son visibles con una lupa. Las ramas principales del árbol son escamosas con la misma corteza rojiza que el tronco, los nuevos brotes están cubiertos con vellos diminutos.
Flores blancas se forman en cimas de penículas desde agosto a octubre. El fruto es una pequeña baya, inicialmente es roja después se torna a rojo brilloso conforme madura de octubre a diciembre. Las bayas pueden medir hasta 6 mm  de diámetro. El fruto es comido por varias aves, incluyendo la tórtola cuco parda, oropéndolas, el maullador verde y el lori arcoíris. Se recomie
nda quitar el arilo carnoso para ayudar a su germinación.

## Sinonimia
- Monoxora rubescens Benth., London J. Bot. 2: 219 (1843).
- Myrtus trinervia Sm., Trans. Linn. Soc. London 3: 280 (1797), nom. illeg.
- Eugenia trinervia DC., Prodr. 3: 279 (1828), nom. illeg.
- Rhodamnia trinervia Reinw. ex Blume, Mus. Bot. 1: 79 (1850).
- Myrtus melastomoides F.Muell., Fragm. 1: 76 (1858), nom. illeg.[1]